# Берховка
Берховка (укр. Берхівка) — село в Бахмутской городской общине Бахмутского района Донецкой области Украины.

## Общие сведения
Население по переписи 2001 года составляло 118 человек. Почтовый индекс — 84557. Телефонный код — 6274.